# I Know What You Did Last Summer
I Know What You Did Last Summer (Sé lo que hicisteis el último verano en España y Sé lo que hicieron el verano pasado en Hispanoamérica) es una película de terror estadounidense de 1997 dirigida por Jim Gillespie, escrita por Kevin Williamson, y protagonizada por Jennifer Love Hewitt, Sarah Michelle Gellar, Ryan Phillippe y Freddie Prinze Jr., con Anne Heche, Bridgette Wilson, y Johnny Galecki apareciendo en papeles secundarios. Basado libremente en la novela de 1973 del mismo nombre de Lois Duncan, la película se centra en cuatro jóvenes amigos que son acosados por un asesino con un garfio un año después de encubrir un accidente automovilístico en el que estuvieron involucrados. La película también se inspira en la leyenda urbana conocida como El hombre del garfio.
Después de haber escrito Scream (lanzado en 1996), el productor Erik Feig se acercó a Williamson para adaptar la novela original de Duncan. Donde el guion de Williamson para Scream contenía elementos prominentes de sátira y autorreferencialidad, su adaptación de  I Know What You Did Last Summer reelaboró la trama central de la novela para parecerse a una simple película de la época de los ochenta. Rodado en un lugar en California y  Carolina del Norte en la primavera de 1997, I Know What You Did Last Summer fue estrenada cines en América del Norte el 17 de octubre de 1997. Recibió reseñas mixtas de los críticos, pero tuvo éxito comercial, recaudando $72 millones en el país y permaneciendo en el número 1 en la taquilla estadounidense durante tres semanas consecutivas. Continuaría obteniendo $53 millones adicionales en otros mercados, con un total de más de $125 millones. También fue nominado y ganó múltiples premios.
La película fue seguida por dos secuelas, I Still Know What You Did Last Summer (1998) y el lanzamiento directo a DVD  I'll Always Know What You Did Last Summer (2006). Aunque la película anterior tiene una continuación de la trama establecida en su predecesora, la última película establece una nueva trama y no es protagonizada por ningún miembro del reparto de las dos secuelas anteriores. I Know What You Did Last Summer también ha sido parodiada y referenciada en la cultura popular, y se le atribuye, junto a Scream, la revitalización de películas slasher contemporáneas a finales de los años noventa.

## Trama
El 4 de julio, día de la independencia estadounidense, cuatro amigos, Julie James (Jennifer Love Hewitt), Ray Bronson (Freddie Prinze, Jr.), Barry Cox (Ryan Phillippe) y Helen Shivers (Sarah Michelle Gellar) celebran su graduación de la preparatoria en un festival en el que Helen es coronada como reina. Más tarde, continúan la noche en la playa disfrutando en parejas antes de que cada quien se vaya a la universidad donde cada uno tiene grandes planes e ilusiones de un gran futuro.
Sin embargo toda la felicidad se derrumba cuando de regreso atropellan y hieren accidentalmente a un hombre, Ben Willis (Muse Watson), en la carretera. Además, casi son descubiertos por Max (Johnny Galecki), uno de sus amigos. Después de discutirlo, deciden arrojar el cuerpo al mar para evitar el castigo de la justicia, aprovechando que no fueron vistos. Tras arrojar al hombre al agua, todos juran que llevarán ese secreto hasta la tumba.
Un año después y en vísperas del 4 de julio, Julie regresa al pueblo a pasar las vacaciones con su madre y, cuando el problema parecía haber sido evadido, ella recibe una carta anónima que dice I Know What You Did Last Summer (Sé lo que hicisteis el último verano). Julie comienza a desesperarse y se lo dice a Helen, quien en un principio no le cree, pero luego las dos van a decírselo a Barry, quien a su vez quiere saber la opinión de Ray. En el puerto, en donde trabaja Ray, Max se convierte en la primera víctima de Willis, con un gancho que Max usa para desgarrar peces, que posteriormente conserva: mientras Max pone a hervir crustáceos y demases en un contenedor metálico, Willis se le acerca entre la neblina y le clava el garfio en la mandíbula, para luego llevárselo tirando de él con el gancho. Después se dirigen con Ray, quien no les cree, y decide no involucrarse en los hechos. Esa noche, Barry, al salir del gimnasio se da cuenta de que alguien se llevó su auto: este comienza a perseguirlo hasta que es atropellado. En ese momento el misterioso se baja, saca un garfio de su gabardina (como la leyenda local) y amenaza a Barry. Al día siguiente Barry está herido por lo que los chicos comienzan a investigar quién puede ser el asesino.
Esa tarde van a la casa de los Egan, en donde conocen a su hermana Melissa "Missy" Egan, hermana del supuesto hombre que mataron. Luego de interrogarla sutilmente, se dan cuenta de que ella no tiene idea de lo que sucede, pero les da una pista: un hombre llamado Billy Blue. Comienzan a investigar los hechos y quién es Billy Blue. Por la noche, el hombre misterioso entra en casa de Helen y se esconde en el armario. A la mañana, Helen descubre que tiene su corona y que su cabello fue cortado de forma horrible. Tras esto llama a Julie, quien mientras va en camino escucha ruidos en el portaequipaje del auto. Al revisarlo, descubre el cadáver de Max cubierto de cangrejos (como dijeron que sucedería con David Egan). Julie se dirige rápidamente a la casa de Helen, en donde también estaba Barry; al regresar al auto no hay nada. Deciden reunirse los cuatro, lo que hace sospechar más de Ray, ya que es el único a quien excepto por según él una nota de advertencia del pescador, no le ha pasado nada. Al día siguiente (4 de julio) los chicos creen que el hombre misterioso concretaría su plan,  por lo que Julie va a ver a Missy para mostrarle un libro en donde salía la clase de David, para ver quién era Billy Blue. Mientras el desfile comienza Helen cree ver al asesino, por lo que Barry comienza a perseguirlo, resultando ser un anciano con traje negro (John Bennes). Entretanto, Julie se da cuenta de que sus sospechas sobre el asesino estaban equivocadas y se va a toda prisa a investigar otra vez. Ya en la entrega de la corona, Helen se encuentra en el escenario y Barry tras bambalinas; Helen ve llegar al asesino por atrás y matar a Barry con el gancho, por lo que comienza a gritar. Junto con un policía (Stuart Greer) revisan las bambalinas y no encuentran nada.
Luego de contar lo sucedido, el oficial ofrece llevarla y en el camino se encuentran con el asesino, quien aparentaba tener problemas con su camioneta. Este mata al oficial y Helen escapa de la patrulla del policía, huyendo a la tienda de su hermana, Elsa (Bridgette Wilson). Allí se encierran sin saber que el asesino podía entrar por la puerta de atrás, que estaba abierta y, mientras Elsa la cierra, el hombre misterioso la asesina y, sigilosamente, lleva su cadáver al baño. Luego comienza a perseguir a Helen dentro de la tienda; ésta logra escapar, pero mientras se dirige al desfile es alcanzada por el pescador y es cruel y brutalmente asesinada. Julie, por su parte, se dirige al puerto donde estaba Ray. Allí descubre que el bote de este dice "Billy Blue", por lo que inmediatamente sospecha de él y comienza a huir y gritar. Un pescador la oye, por lo que golpea y noquea a Ray y le dice a Julie que suba al bote. Dentro de él comienza a aclararle que en realidad lo habían lanzado a él al mar (Ben Willis) y, que antes de eso, él había matado a David Egan, a quien los chicos creían haber atropellado. Dentro del bote, Ben, el asesino, comienza a perseguir a Julie para matarla, con Ray tratando de impedirlo, hasta que el pescador lo arroja al océano de un golpe con el garfio. Mientras Julie se esconde en el congelador, encuentra los cadáveres de Barry y Helen, por lo que grita. Ben la escucha y se dirige hacia allá, sorprendiéndola al atraparla a la entrada al congelador, pero entretanto Ray se cuela nuevamente en el bote y lo golpea con una polea. Luego rescata a Julie. Ben se recupera y tras golpear nuevamente a Ray intenta matar a Julie. Sin embargo, cuando se dispone a atacar al hacer el brazo hacia atrás enreda su mano en las cuerdas de las poleas de las redes, momento que Ray aprovecha para accionar los mecanismos de las poleas. En consecuencia, las cuerdas tiran rápidamente de Willis hacia arriba y uno de los afilados hierros del bote le corta la mano y colgado de un pie es arrojado al mar. En tierra, el sheriff (Dan Albright) les dice que no encontraron el cuerpo y cuando les pregunta si sabían por qué quería matarlos, ellos le mienten respondiendo que no. Tras eso, suben las redes del bote y se observa la mano cortada de Willis, todavía sujetando el gancho que está colgado de las redes.
Un año después, nuevamente en la universidad, Julie recibe una carta que es entregada por Deb (Rasool J'Han). Al verla, se da cuenta de que tiene la misma letra de la carta de hace un año, y al abrirla descubre que era una invitación a una fiesta. Al ingresar a la ducha, Julie siente un ruido en otra ducha, se para en frente y comienza a mirar, descubriendo las palabras "I Still Know" (aún lo sé) escritas sobre un vidrio. De repente, un hombre salta encima de Julie, por lo que ésta grita. Luego la pantalla se pone en negro y termina la película.

## Elenco y personajes
- Jennifer Love Hewitt como Julie James.
- Sarah Michelle Gellar como Helen Shivers.
- Ryan Phillippe como Barry Cox.
- Freddie Prinze Jr. como Ray Bronson.
- Bridgette Wilson como Elsa Shivers.
- Anne Heche como Missy Egan.
- Muse Watson como Ben Willis.
- Johnny Galecki como Max Neurick.
- Stuart Greer como el oficial Caporizo.

## Producción

### Guion
I Know What You Did Last Summer fue un guion escrito por Kevin Williamson varios años antes, que Columbia Pictures apresuró a producir después del éxito de Scream (1996) escrito por Williamson. Se basó en la novela de 1973 del mismo nombre de Lois Duncan, una novela de suspenso sobre cuatro jóvenes que están involucrados en un accidente que involucra a un muchacho. El productor Erik Feig lanzó la idea de una adaptación cinematográfica a Mandalay Entertainment, y posteriormente, nombró a Williamson para reorganizar los elementos centrales de la novela de Duncan, lo que hace que el guion se parezca más a una película slasher de los ochenta. Inspirado por su padre, que había sido un pescador comercial, Williamson cambió el escenario de la novela a un pequeño pueblo pesquero, y convirtió al villano en un pescador con un garfio.
El asesino está armado con un garfio es una referencia a la leyenda urbana de «El hombre del garfio», que los cuatro personajes principales relatan al comienzo de la película alrededor de una fogata. Según Williamson, escribió la escena como una forma de indicar lo que vendría: «Básicamente, lo que estaba haciendo era establecer el marco para decir, 'Muy bien, audiencia: esa es la leyenda. Ahora, aquí hay una nueva'». A diferencia del guion de Williamson para la película contemporánea, Scream, que incorporó la sátira en películas slasher, I Know What You Did Last Summer se escribió más como una película slasher directa. Gillespie comentó en 2008: «La alegría de esta película para mí como cineasta fue tomar [los] elementos que hemos visto antes y decirle a la audiencia: 'Aquí hay algo que has visto antes'—sabiendo que están diciendo 'hemos visto esto antes'—y todavía consiguiendo que salten [de miedo]». Gillespie también afirmó que sentía que el guion de Williamson no se parecía a una «película de terror slasher», y que lo veía más bien como simplemente «una muy buena historia» con un relato de moralidad incrustado dentro de ella.

### Rodaje

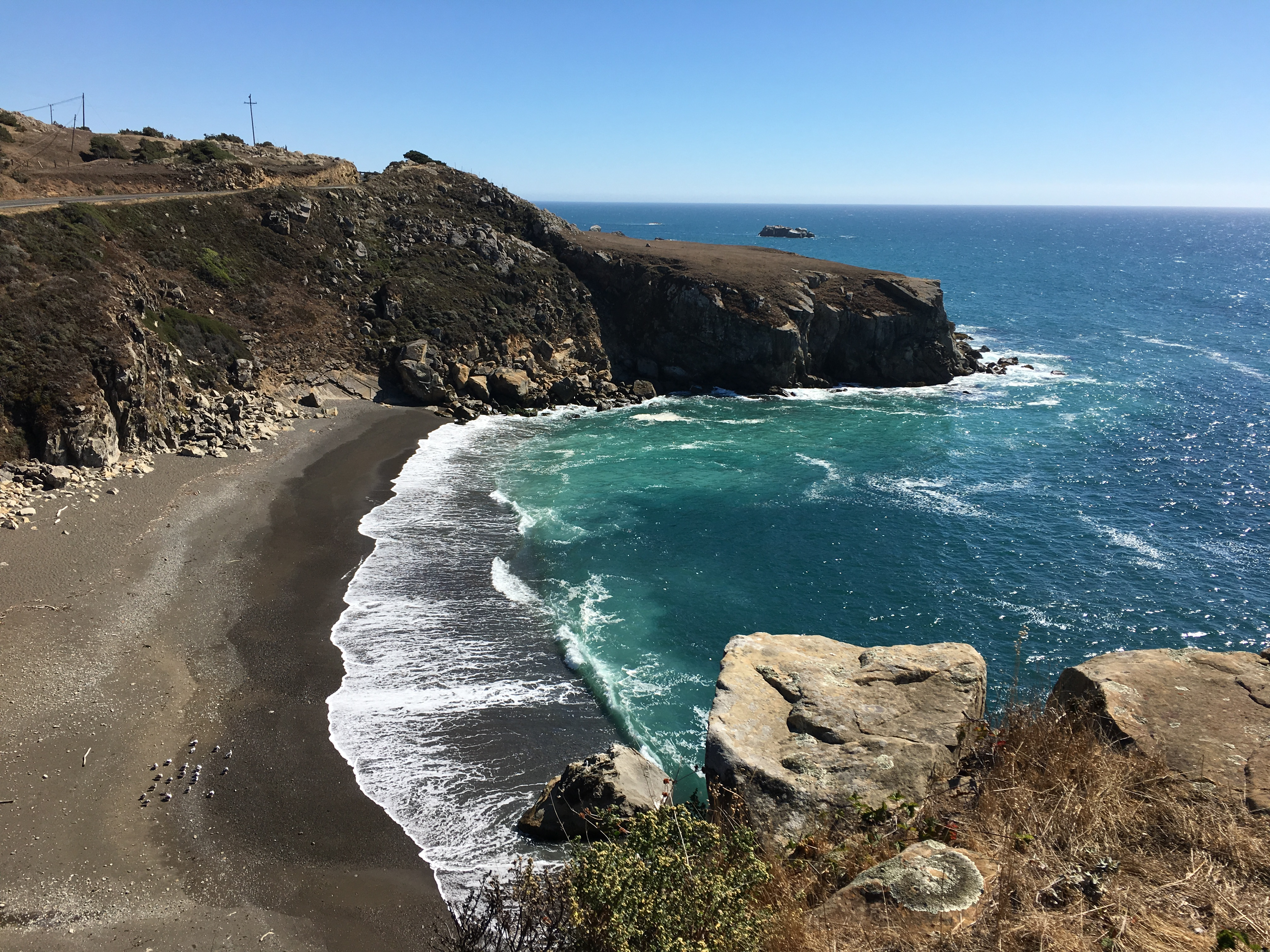
El acantilado y la roca que se muestran al comienzo de la película, fueron rodados en Kolmer Gulch cerca de Jenner, California.

El director escocés Jim Gillespie fue contratado para dirigir la película luego de ser sugerido por Williamson. Hewitt declararía más tarde en 2008 que Gillespie estaba comprometido con su «director favorito [con el que ella] ha trabajado». El rodaje comenzó el 31 de marzo de 1997 y tuvo lugar durante un período de diez semanas durante la última primavera y principios del verano de 1997. Aproximadamente siete semanas del rodaje de diez semanas tuvo lugar por la noche, lo que Gillespie dice que fue difícil para el elenco y el equipo, y también causó conmoción en las ubicaciones primarias de las pequeñas ciudades en las que rodaron. Gillespie ideó un esquema de color con el director de fotografía Denis Crossan que estaba marcado por azules pesados en todo momento, y una notable falta de colores brillantes.

La curva ciega donde ocurre el accidente automovilístico a principios de la película, filmada en Kolmer Gulch cerca de Jenner, California.

Para el comienzo de la película, las áreas costeras del Sonoma County, California representaron a Carolina del Norte, donde se desarrolla la película. Las tomas iniciales de la puesta de sol en una costa escarpada se filmaron en Kolmer Gulch, justo al norte de la ciudad de Jenner, en la autopista 1. La escena del accidente automovilístico también se filmó en la autopista 1 en la misma zona. La escena en la que los cuatro amigos están sentados alrededor de una fogata en la playa junto a un barco naufragado se inspiró en un cuadro que Gillespie había visto en un libro de referencia; para lograr la imagen, el departamento de arte compró un viejo bote en Bodega Bay, se cortó por la mitad y se colocó en la ubicación de la playa.

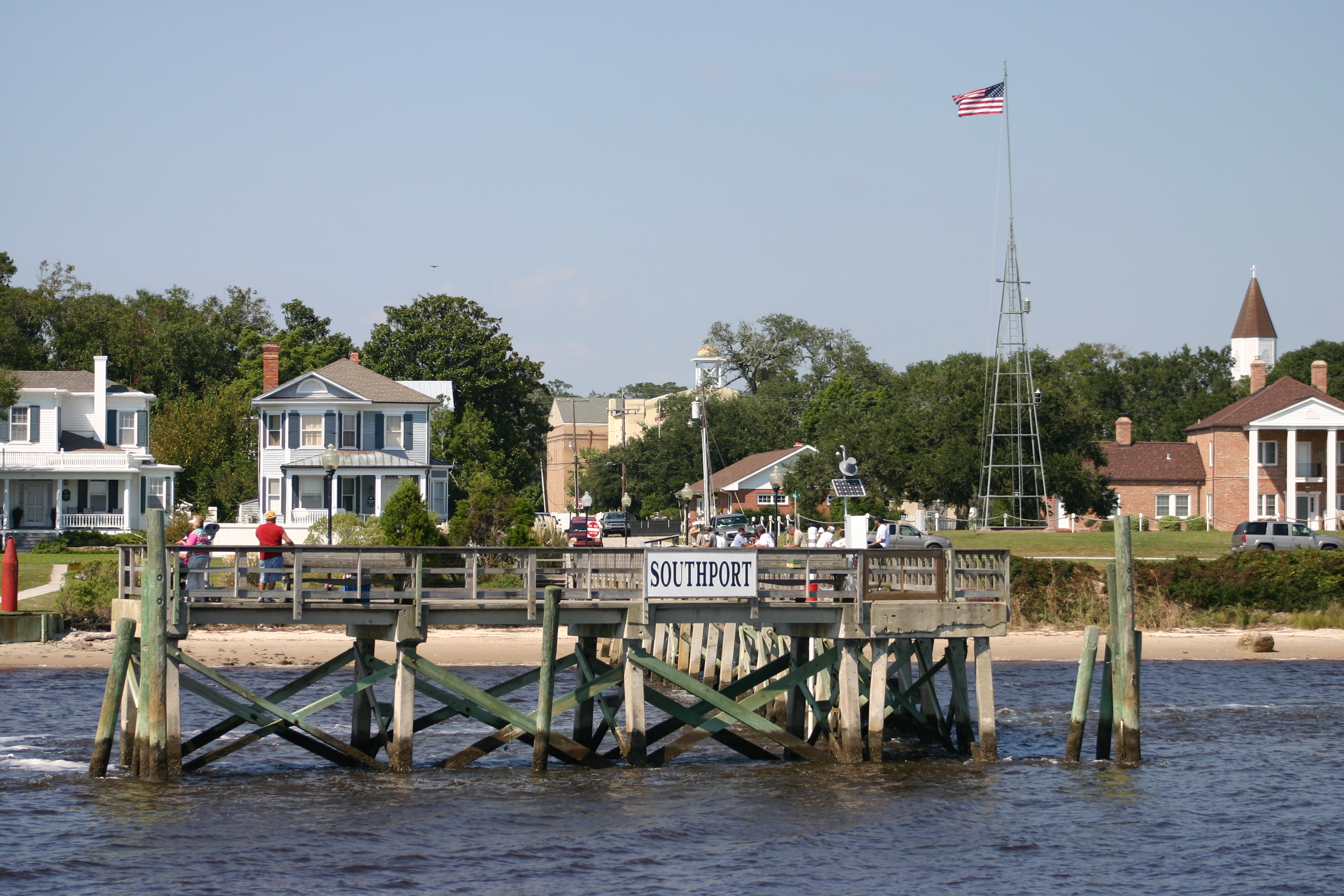
La mayoría de la película fue ambientada en Southport, Carolina del Norte.

#### Posproducción
Gillespie optó por filmar virtualmente ninguna sangre en pantalla, ya que no quería que la película fuera demasiado gratuita en términos de violencia. La escena en la que Elsa tiene su garganta cortada mientras está de pie contra una puerta de vidrio originalmente había sido filmada desde atrás sin que apareciera sangre en el vidrio; sin embargo, al productor Feig le preocupaba que la escena pareciera «médicamente imposible», luego de lo cual Gillespie la volvió a rodar (post-fotografía principal) con un efecto visual de salpicaduras de sangre en el cristal. Tras las pruebas de proyección de la película, Gillespie y los productores decidieron que una secuencia de muerte debía ocurrir antes en la película para establecer un sentido de peligro legítimo para los personajes principales. La escena en la que Max es asesinado en la fábrica de cangrejos se filmó e implementó en el corte final para lograr esto (en el guion original, su personaje no fue asesinado).
El final original de la película presentaba una secuencia en la que Julie recibe un correo electrónico que dice: «Todavía lo sé.» Este final fue desechado por el final más dramático presentado en el corte final de la película, en el que Julie encuentra el mismo mensaje garabateado en el espejo de las duchas justo antes de que el asesino saliera desde fuera del cristal. Esta escena también fue filmado después del rodaje, en un estudio de sonido al lado de donde Hewitt estaba filmando Party of Five.

## Lanzamiento

### Promoción
Anticipándose al lanzamiento de la película, la distribuidora Columbia Pictures comenzó una campaña de mercadotecnia de verano que presentó la película como «Del creador de Scream».Miramax Pictures posteriormente presentó una demanda contra Columbia, argumentando que la afirmación era inexacta ya que el director de Scream fue Wes Craven, no Williamson. La semana posterior al estreno teatral de la película, un juez federal otorgó a Miramax un recurso judicial que exige que Columbia elimine la afirmación de su campaña publicitaria. Williamson previamente había solicitado su eliminación.
Miramax ganó una demanda posterior contra Columbia durante una audiencia en marzo de 1998; en un comunicado de prensa, el ejecutivo Bob Weinstein señaló los planes para «perseguir enérgicamente» las reclamaciones por daños contra Columbia Pictures por su uso de la reclamación.

### Taquilla
I Know What You Did Last Summer se estrenó en cines en América del Norte el 17 de octubre de 1997. La película se realizó con un presupuesto de $17 millones, pero en su primer fin de semana recaudó $15 818 645 en 2,524 salas de cine en los Estados Unidos. Estados y Canadá, se posicionó como el número uno; se mantuvo en la posición número uno durante dos fines de semana adicionales. Al final de su recorrido en diciembre de 1997, había recaudado $72 586 134 en los Estados Unidos y Canadá y $53 millones en otros países por un total mundial de $ 126 millones.
De acuerdo con los datos compilados por Box Office Mojo, I Know What You Did Last Summer es la sexta película de slasher más taquillera desde 2019.

### Recepción
La película recibió críticas mixtas después de su lanzamiento, inevitablemente generando comparaciones positivas y negativas con Scream, también escrita por Williamson. Mick LaSalle pensó que era inferior a Scream, pero Richard Harrington lo comparó favorablemente, afirmando que era «...una película de género inteligente y bien dibujada con un centro moral y un elenco sólido de actores jóvenes para sostenerla». Variety también era entusiasta, calificándola de «pieza de género pulido con elementos de miedo superiores que deben rendir a niveles teatrales mejores que el promedio». Roger Ebert le dio a la película una de cuatro estrellas y escribió en su crítica, «La mejor toma en esta película es la primera parte. No es una buena señal». Un columnista de Entertainment Weekly elogió el desempeño de Hewitt, señalando que ella sabe cómo «gritar con alma».
Lawrence Van Gelder de The New York Times escribió acerca de la película, «Esto no es la vida real. Es el Grand Guignol de I Know What You Did Last Summer, declarando que tendrá más éxito que Scream como un evento para complacer a las multitudes con una cantidad de sangre. ¿Y por qué no debería?». James Kendrick de Q Network escribió que «los personajes de Williamson son todos tipos genéricos, pero siguen siendo creíbles como personas y reaccionan de manera realista según las situaciones», Añadiendo que la película era «mucho mejor que otras películas sobre adolescentes asesinados». De TV Guide, Maitland McDonagh premió la película con dos de cinco estrellas, destacando que, «Kevin Williamson da un paso atrás y escribe el tipo de película que parodia a Scream. Se le puede ver ahora, tomando inspiraciones de Friday the 13th y Halloween—sin mencionar los gustos menores de He Knows You're Alone, Terror Train, y My Bloody Valentine—y diciendo, '¡Puedo hacer eso!' Y él puede».
James Berardinelli atribuyó a la película (junto con Scream) que inició un nuevo auge de películas slasher, y agregó: «Hay un aspecto menor de la trama que eleva I Know What You Did Last Summer por encima del nivel de una típica película slasher de los años 80 -- tiene un subtexto interesante. Me refiero a la forma en que las vidas y las amistades de estos cuatro individuos se desmoronan a raíz de su accidente. La culpa, la confusión y la duda se acumulan en ellos hasta que ya no pueden soportar estar con cada uno del otro o mirarse en el espejo. Lamentablemente, este elemento potencialmente fascinante de la película se descarta rápidamente para facilitar un mayor recuento de cuerpos. Y, como dije antes, algunas muertes adicionales solo pueden mejorar una película slasher, ¿verdad?».
El estudioso de cine Adam Rockoff señala en su libro Going to Pieces: The Rise and Fall of the Slasher Film, 1978–1986 que en el momento de su estreno, muchos críticos calificaron a I Know What You Did Last Summer como una imitación de Scream; sin embargo, sostiene que es una «película muy diferente», incluso a pesar del hecho de que sus respectivos guiones fueron escritos por el mismo guionista: 

Mientras Scream se basó en gran medida en las referencias autoconscientes y en su apariencia de cultura pop, Last Summer fue un retroceso a las películas de los principios de los 80. Mientras que, al igual que Scream, empleaba los servicios de un grupo de actores jóvenes, sexys y con un aspecto casi increíblemente atractivos, Last Summer actuó como un horror. Quienes buscaban una buena película slasher a la antigua quedaron gratamente sorprendidos.

En Rotten Tomatoes, la película tiene un índice de aprobación del 42%, según las reseñas de 66 críticos. En Metacritic reportó una puntuación de 52 sobre 100 sobre la base de reseñas de 17 críticos. Las audiencias encuestadas por CinemaScore dieron a la película una calificación promedio de «B-» en una escala de A+ a F.

## Premios y nominaciones
| Año  | Premiación                                 | Categoría                                                   | Receptor                            | Resultado |
| ---- | ------------------------------------------ | ----------------------------------------------------------- | ----------------------------------- | --------- |
| 1997 | Premios ASCAP                              | Mejor película en taquilla                                  | Sé lo que hicieron el verano pasado | Ganadora  |
| 1998 | Premios Saturno                            | Mejor película de terror                                    | Sé lo que hicieron el verano pasado | Nominada  |
| 1998 | Premios de entretenimiento de gran éxito   | Revelación femenina favorita                                | Jennifer Love Hewitt                | Ganadora  |
| 1998 | Premios de entretenimiento de gran éxito   | Actriz favorita                                             | Jennifer Love Hewitt                | Ganadora  |
| 1998 | Premios de entretenimiento de gran éxito   | Actriz favorita de película de terror                       | Jennifer Love Hewitt                | Nominada  |
| 1998 | Premios de entretenimiento de gran éxito   | Actor favorito de película de terror                        | Freddie Prinze Jr.                  | Nominado  |
| 1998 | Premios de entretenimiento de gran éxito   | Actriz de reparto favorita de película de terror            | Sarah Michelle Gellar               | Ganadora  |
| 1998 | Premios de entretenimiento de gran éxito   | Actor de reparto favorito de película de terror             | Ryan Phillippe                      | Nominado  |
| 1998 | Premios del gremio Internacional de Terror | Mejor película                                              | Sé lo que hicieron el verano pasado | Nominada  |
| 1998 | MTV Movie Awards                           | Mejor interpretación revolucionaria                         | Sarah Michelle Gellar               | Nominada  |
| 1998 | Young Artist Awards                        | Mejor actuación en un largometraje - Actriz joven principal | Jennifer Love Hewitt                | Nominada  |

## Trabajos relacionados
La película fue seguida por dos secuelas: I Still Know What You Did Last Summer (1998) y I'll Always Know What You Did Last Summer (2006), que fue directo a video. En la primera secuela, Jennifer Love Hewitt, Freddie Prinze Jr. y Muse Watson retoman sus papeles. La segunda secuela tiene muy poca relación con los dos primeros, aparte de la premisa, el villano y los productores. Presentó nuevos personajes y un ambiente diferente.

## En la cultura popular
I Know What You Did Last Summer ha sido referenciada en varias películas y series de televisión, y su trama central fue parodiada en la película de terror Scary Movie (2000).
También fue parodiada en el episodio de The Simpsons «Treehouse of Horror X», en donde Los Simpsons van en auto por una carretera, con Marge al volante en una noche con mucha niebla. Accidentalmente, Marge atropella a Ned Flanders y lo mata. Al día siguiente, Homero tira el cuerpo de Ned sobre la entrada de su casa, hacienda parecer que se cayó del techo, y espera hasta oír el ruido horrorizado de Maude al encontrar muerto a su esposo. Poco tiempo después del funeral de Ned, una misteriosa figura comienza a aterrorizar a la familia. 
En la séptima temporada de Pretty Little Liars, Alison logra escapar de Rollins, quien la persigue hasta el bosque, donde una distraída Hanna lo arrolla con su auto. Después de matar a Rollins, las Mentirosas entierran su cuerpo en el bosque y tratan de ocultar su muerte. Poco después el acosador "A.D." ve una grabación de Hanna y Spencer cavando la tumba de Archer en su computadora.
En Control Z después de la muerte accidental de Susana, el grupo hace un pacto para mantener en secreto su participación y no volver hablar de ello. Quince meses después el grupo está a punto de graduarse y alcanzar sus sueños. Todo pinta muy bien para ellos hasta que @todostussecretos se reactiva y amenaza con revelar la verdad.